# الديسة (العقبة)
الديسة منطقة سكنية تقع في لواء القويرة، محافظة العقبة في الأردن. تنتمي المنطقة لقضاء الديسة الذي يضم 5 مناطق. يقدر عدد سكانها بـ 3016 نسمة حسب تقدير 2017.

## الوصلات الخارجية
- دائرة الاحصاءات العامة